# Butilino
Butilino o Buccellino (Βουτιλῖνος/Βουσελίνος/Butilinus/Buccellenus) (... – VI secolo) è stato un generale ostrogoto diresse, insieme al fratello Leutari, l'incursione franco-alemanna, che interessò l'Italia negli anni 553-554.

## Biografia
Fratello di Leutari, egli e suo fratello vennero appoggiati ufficiosamente dal re franco Teodebaldo (figlio e successore di Teodeberto) nella loro invasione dell'Italia al momento della fine della guerra gotico-bizantina.
Nel 553 degli inviati goti giunsero alla corte di re Teodebaldo, chiedendo aiuto contro i Bizantini comandati dal generalissimo Narsete che avevano ucciso in battaglia gli ultimi re goti Totila e Teia e sembravano ormai aver vinto la guerra; pur senza l'appoggio esplicito di Teodebaldo, Butilino e Leutari decisero di aiutare i Goti contro i Bizantini mettendo in campo un esercito di 75.000 uomini (secondo almeno Agazia, ma la cifra è stata messa in dubbio) tra Franchi e Alemanni per invadere l'Italia e conquistarla.
Attraversato il fiume Po nell'estate 553, i Franchi occuparono Parma e sconfissero un esercito bizantino condotto dall'erulo Fulcari.
Nel corso del 554 l'esercito di Butilino e Leutari avanzò verso l'Italia meridionale, devastando la zona; giunti nel Sannio, l'esercito si divise in due: uno comandato da Butilino, l'altro da Leutari. L'esercito di Butilino invase e devastò il Sannio, la Campania e il Bruzio, giungendo fino a Messina. A questo punto era estate, e Leutari propose al fratello di ritornare con l'intero bottino in patria, ma Butilino rifiutò, essendo determinato a sconfiggere Narsete, e sottomettere l'Italia intera governandola come re dei Goti.
Ritornò quindi in Campania, dove si accampò a Capua in attesa di uno scontro decisivo con Narsete che avrebbe decretato il vincitore finale della guerra. Lo scontro avvenne nei pressi del Volturno, voluto dallo stesso Butilino dopo aver appreso l'abbandono delle file Bizantine da parte degli Eruli, che tuttavia fecero ritorno dopo la vittoria totale di Narsete, facilitata da un'epidemia di dissenteria che aveva colpito i Franchi e dall'uccisione di Butilino.